# Menno van der Neut
Menno van der Neut (18 juli 1998) is een Nederlands topkorfballer. In 2024 werd hij met DVO Nederlands veldkampioen.

## Spelerscarrière

### Begin
Van der Neut begon met korfbal bij Reehorst '45. Hier doorliep hij de jeugdteams, maar in 2012, op 14-jarige leeftijd verruilde hij van club en sloot hij zich aan bij het grotere DVO.

### DVO
In 2012 ging Van der Neut spelen bij DVO in de B1 jeugd. Zo haalde hij met de A1 ook nog de veldfinale, die echter verloren ging.
Vanaf 2016 sloot Van der Neut aan bij de hoofdselectie van DVO, dat onder leiding stond van coach Gerald Aukes.
Vanaf 2017-2018 maakte Van der Neut zijn eerste speelminuten in het 1e team van DVO, wat het in dat zaalseizoen erg lastig had.
In dit seizoen werd DVO in de Korfbal League 9e en moest tegen degradatie spelen. Uiteindelijk wist DVO zich in dit seizoen te handhaven op het hoogste niveau.
Vanaf 2018 kwam er een ommekeer bij DVO en ook voor Van der Neut. Voorafgaand aan seizoen 2018-2019 kreeg de club een nieuwe hoofdcoach, namelijk Richard van Vloten.
Onder zijn leiding groeide Van der Neut uit van pinchhitter naar roulerende basiskracht. Ook kreeg DVO in dit seizoen een nieuwe aanvalskracht, met Gertjan Meerkerk in de gelederen.
Hierdoor werd dit seizoen voor DVO wat sterker. In de zaalcompetitie speelde DVO zich direct veilig en op het veld werd het 3e in de Ereklasse B.
DVO had de weg naar boven gevonden en deed ook in seizoen 2019-2020 goede zaken. Na 17 zaalduels stond de ploeg op een 6e plek totdat de gehele competitie werd stilgelegd vanwege de coronapandemie.
In seizoen 2020-2021 mocht er wel gekorfbald worden in de Korfbal League. DVO wist in dit coronaseizoen voor het eerst in de clubgeschiedenis de play-offs te halen, maar in de best-of-3 serie bleek PKC te sterk. DVO verloor de serie in 2 wedstrijden. De veldcompetitie werd voor het tweede jaar op rij niet uitgespeeld.
In seizoen 2021-2022 wist DVO wederom in de zaal de play-offs te halen. Alleen was ook in dit geval PKC de tegenstander in de play-offs. Net als het seizoen ervoor wist DVO geen wedstrijd in de play-off serie te winnen, waardoor de play-offs het eindstation was van het seizoen.
In de veldcompetitie brak DVO echter wel door. DVO versloeg in de kruisfinale Fortuna met 23-14 waardoor het zichzelf voor de eerste keer in de clubhistorie plaatste voor de Nederlandse veldfinale. In deze veldfinale was ook dit keer PKC te sterk, waardoor DVO genoegen moest nemen met een 2e plek.
Seizoen 2022-2023 was het seizoen van de doorbraak in de zaal. DVO stond na de zaalcompetitie op de 3e plek en kon play-offs spelen tegen Fortuna. In de best-of-3 serie won Fortuna de eerste wedstrijd overtuigend met 29-19 en DVO moest terugvechten. DVO won wedstrijd 2, waardoor de serie beslist moest worden in een derde duel. DVO won deze derde wedstrijd in Delft met 23-16 waardoor het zich nu ook voor de eerste keer in de geschiedenis plaatste voor de zaalfinale in Ahoy. In deze zaalfinale was het ook weer PKC die de tegenstander was. Deze zaalfinale werd een teleurstelling voor DVO, want het verloor met 33-20. Hiermee vestigde PKC een record; nog nooit scoorde een ploeg in Ahoy in de zaalfinale meer dan 30 goals.
Iets later, in de veldcompetitie verloor DVO de kruisfinale van Fortuna met 21-18, waardoor er geen plek werd behaald in de veldfinale.
Seizoen 2023-2024 werd voor DVO het seizoen van de dubbel. Zo wist de ploeg zowel op het veld als in de zaal de landelijke finale te halen.
In de zaalcompetitie eindigde DVO met 27 punten op de 3e plek. Hierdoor moest het play-offs spelen tegen de nummer 2, LDODK. DVO won de best-of-3 serie in 2 wedstrijden en stond voor het tweede jaar op rij in de zaalfinale. Hierin was, net als vorig jaar, PKC de tegenstander. In deze zaalfinale werd het stukken spannender als het jaar ervoor en bleef DVO dichtbij PKC. Uiteindelijk won PKC met 23-21.
In de veldcompetitie liep het anders voor DVO. In de kruisfinale werd DOS'46 verslagen met 23-18 en in de finale won DVO van Fortuna. Hierdoor won DVO voor de eerste keer in de clubgeschiedenis een Nederlandse titel.
Voor Seizoen 2024-2025 begon DVO met hoge verwachtingen. Vorig seizoen stonden ze in de zaalfinale en werden ze Nederlands veldkampioen en daarnaast waren zij weinig belangrijke spelers verloren. In het zaalseizoen was DVO dan ook oppermachtig. Uiteindelijk sloot DVO het zaalseizoen af op de 1e plaats, wat voor de club nog niet eerder was gebeurd. Hierdoor ging DVO als favoriet de play-offs in. In de best-of-3 serie trof DVO het Papendrechtse PKC. Helaas voor DVO verloren ze de serie in 2 wedstrijden, waardoor het zaalseizoen strandde in de play-offs.
Iets later, in de veldcompetitie, werd de ploeg 1e in de Ereklasse poule B. Hierdoor plaatste DVO zich voor de kruisfinale tegen DOS'46. In deze kruisfinale won DOS'46 met 21-19 waardoor DVO onttroond was als Nederlands veldkampioen. Na het seizoen nam de ploeg afscheid van coach Richard van Vloten.

## Erelijst
- Nederlands kampioen veldkorfbal, 1x (2024)